# Karlshagen
Karlshagen é um município da Alemanha localizado no distrito de Vorpommern-Greifswald, estado de Mecklemburgo-Pomerânia Ocidental. Pertence ao Amt de Usedom-Nord.